# Dick’s Picks Volume 11
Dick’s Picks Volume 11 ist ein Live-Dreifachalbum der Band Grateful Dead.

## Geschichte
Die Songs des Albums wurden am 27. September 1972 im Stanley Theater in Jersey City, New Jersey, aufgenommen und am 9. Juni 1998 mit dem eigenen Label Grateful Dead Records veröffentlicht.
1972 gaben die Deads 88 offizielle Konzerte, dabei traten sie dreimal im Stanley Theatre auf. Diese drei Auftritte fanden direkt nacheinander vom 26. bis 28. September im Rahmen ihrer Sommertournee durch Amerika statt. Hiervon wurde die komplette Show vom 27. September verwendet, welche sich damals in zwei Sets unterteilte.
Im Frühjahr 1972 tourten die Deads durch Europa und gaben dazu das Album Europe ’72 (1972) heraus. Das nächste Album mit zeitnahen Songs war das Studioalbum Wake of the Flood (1973), welches zu diesem Zeitpunkt das erste Studioalbum seit drei Jahren war. Von diesem Album wurden jedoch bei diesem Konzert noch keine Stücke live eingeübt und getestet. Vom erfolgreichsten Livealbum Europe '72 wurden dagegen die Songs Cumberland Blues, He’s Gone, China Cat Sunflower, I Know You Rider, Ramble on Rose, Tennessee Jed und Morning Dew verwendet, die jedoch weitgehend zum typischen Liverepertoire gehörten und schon auf anderen Alben zu hören waren. Im Vergleich dazu wurden vom letzten Studioalbum American Beauty (1970) die Songs Friend of the Devil, Brokedown Palace und Attics of My Life, wovon zumindest Friend of the Devil ins ständige Liverepertoire aufgenommen wurde. Attics of My Life wurde nach seiner Veröffentlichung kaum live gespielt. Das letzte Mal war am 27. Dezember 1970.
Das Album wurde vom Bandtontechniker Owsley Stanley produziert, der zuvor die Alben Dick’s Picks Volume 4 (1996) und History of the Grateful Dead, Vol. 1 (Bear’s Choice) (1973) für Grateful Dead produzierte.
Der Name Dick’s Pick stammt vom offiziellen Aufnahmearchivist der Band Dick Latvala, der die Serie startete und die Songs dazu bis zu seinem Tod 1999 auswählte.

Wie die bisherigen Alben der Dick’s Pick-Serie ist auch dieses mit einer Caveat-emptor-Warnung versehen:

„This release was digitally mastered directly from the original half track 7.5 ips analog tape. It is a snapshot of history, not a modern professional recording, and may therefore exhibit some minor technical anomalies and the unavoidable effects of the ravages of time.“

## Kritik
Im Allgemeinen wurde Dick’s Picks Volume 11 gut bewertet. Von All Music Guide erhielt das Album 4, vom Rolling Stone 3,5 und vom The Music Box 5 von 5 Sternen.

## Trackliste

### CD 1
1. Morning Dew (Bonnie Dobson, Tim Rose) – 12:38
2. Beat It on Down the Line (Jesse Fuller) – 3:34
3. Friend of the Devil (Dawson, Garcia, Hunter) – 4:06
4. Black-Throated Wind (Barlow, Weir) – 6:52
5. Tennessee Jed (Garcia, Hunter) – 8:08
6. Mexicali Blues (Barlow, Weir) – 3:39
7. Bird Song (Garcia, Hunter) – 11:46
8. Big River (Johnny Cash)  – 4:51
9. Brokedown Palace (Garcia, Hunter) – 5:59
10. El Paso (Marty Robbins) – 4:42

### CD 2
1. China Cat Sunflower (Garcia, Hunter) – 7:25
2. I Know You Rider (traditionelles Lied) – 5:26
3. Playing in the Band (Hart, Hunter, Weir) – 16:14
4. He’s Gone (Garcia, Hunter) – 13:30
5. Me & My Uncle (John Phillips) – 3:38
6. Deal (Garcia, Hunter) – 4:51
7. Greatest Story Ever Told (Hart, Hunter, Weir) – 5:29
8. Ramble on Rose (Garcia, Hunter) – 6:28

### CD 3
1. Dark Star (Garcia, Hunter) – 30:49
2. Cumberland Blues (Garcia, Hunter, Lesh) – 6:55
3. Attics of My Life (Garcia, Hunter) – 5:11
4. Promised Land (Chuck Berry) – 3:04
5. Uncle John’s Band (Garcia, Hunter) – 8:43
6. Casey Jones (Garcia, Hunter) – 7:29
7. Around and Around (Berry) – 5:18